# Fladda-chùain
Fladda-chùain är en ö i Storbritannien.   Den ligger i kommunen Yttre Hebriderna och riksdelen Skottland, i den nordvästra delen av landet, 800 km nordväst om huvudstaden London.